# Strmica (gmina Škofja Loka)
Strmica – wieś w Słowenii, w gminie Škofja Loka. W 2018 roku liczyła 65 mieszkańców.